# توماس سوتون
توماس سوتون (بالإنجليزية: Thomas Sutton)‏ (و. 1819 – 1875 م) هو مصور، ومخترع بريطاني، توفي عن عمر يناهز 56 عاماً.

## التعليم
تعلم في جامعة كامبريدج، وتعلم في كلية غنفيل وكيوس
.